# Ecosia
Ecosia er en social søgemaskine, der bruger sit finansielle overskud på at plante træer. Ecosia hævder pr. juli 2023, at den siden lanceringen i 2009 har plantet mere end 179 millioner træer på tværs af 35 lande.
Siden 2017 har Ecosias søgeresultater været leveret af Bing og annoncer været leveret af Microsoft Advertising. Pr. november 2021 foretager Ecosias 20 millioner brugere godt 10.000 søgninger i minuttet. Pr. april 2021 håndterede Ecosia 0,4% af europæiske online søgninger.
Ecosia markedsfører sig som en CO2-negativ social virksomhed, der offentliggør finansielle rapporter månedligt og beskytter sine brugeres privatliv.
Siden 2014 har Ecosia været B Corporation-certificeret og opfyldt dets standarder for ansvarlighed, bæredygtighed og ydeevne.

## Søgemaskine
Ved lanceringen leverede Ecosia en kombination af søgeresultater fra Yahoo!, Microsoft Bing og Wikipedia. Annoncerne blev leveret af Yahoo! som en del af en indtægtsdelingsaftale.
Siden 2017 er Ecosias søgeresultater blevet leveret af Bing. Annoncer leveret af Microsoft Advertising vises sammen med søgeresultaterne, og i 2022 udtalte Ecosia, at det tjener "et par cent" ved hvert klik på en annonce, samt en del af prisen for køb der foretages via affiliate-links.
I 2018 forpligtede Ecosia sig til at blive en privatlivsvenlig søgemaskine. Søgninger krypteres (formentlig med standard HTTPS ) og gemmes ikke permanent. Data sælges heller ikke til tredjeparts annoncører. Virksomheden angiver i sin privatlivspolitik, at den ikke opretter personlige profiler baseret på søgehistorik eller bruger eksterne sporingsværktøjer såsom Google Analytics.
Pr.  november 2021 foretages der 10.000 søgninger i minuttet af Ecosia-brugere.

## Forretningsmodel
Ecosia bruger 80% af sit overskud (47,1% af sin indkomst) fra reklameindtægter til at støtte skovrejsningsprojekter. I oktober 2018 annoncerede grundlægger Christian Kroll, at han havde givet nogle af sine aktier til Purpose Foundation. Som følge heraf opgav Kroll og Tim Schumacher (Ecosia medejer) deres ret til nogensinde at sælge Ecosia eller tage overskud ud af Ecosia.
I en artikel i Handelsblatt fra maj 2021 viser en figur, at man i marts 2021 eksempelvis havde indtægter på €1.969.440. I den måned udgjorde "træer" den største udgift på €789.113, efterfulgt af driftsomkostninger som lå på €543.425. Brugere der indtaster et søgeord i Ecosia ser stort set de samme resultater som på Bing, inklusiv annoncerne. Når nogen klikker på en annonce i Ecosia, tjener Microsoft ifølge Kroll penge, men Ecosia får en stor del af salget. Kroll fortalte Handelsblatt, at han ikke måtte afsløre den nøjagtige procentdel. Udgifterne på €789.113 i marts 2021 udgjorde 80% af hvad der ellers ville have været månedens overskud.
Samarbejdet mellem Ecosia og Microsoft gavner begge virksomheder: Microsoft får indtægter fra Ecosia, som formodentlig stjæler kunder fra Google, og Ecosia kan holde sine udgifter til IT infrastruktur nede ved at bruge Bings eksisterende implementering. I marts 2021 brugte virksomheden (med 82 personer) kun €73.000 på servere og software, sammenlignet med €381.000 på personaleomkostninger.
I april 2021 håndterede Ecosia 0,4% af europæiske online søgninger, mens DuckDuckGo håndterede 0,5%, Bing 2,9% og Google 93,2%.

### Investeringer
I oktober 2020 meddelte Ecosia, at de havde købt en andel på 20% i betalingskortselskabet TreeCard. Det planlagde at lancere et nyt betalingskort i 2021 i samarbejde med Mastercard. Kort produceret af TreeCard er lavet af britisk kirsebærtræ i stedet for den sædvanlige plast, der findes i de fleste andre betalingskort. Planen er, at 80% af TreeCards overskud går til Ecosias globale skovrejsningsprojekter.

## Historie
Ecosia blev lanceret den 7. december 2009 - med vilje samme dag som FN's klimaforhandlinger i København. Ecosia har gennem tiden støttet forskellige træplantningsprogrammer. Indtil december 2010 gik Ecosias finanser til et WWF Tyskland-program, der beskyttede Juruena National Park i Amazonas-bassinet . For at beskytte dette område udarbejdede og finansierede arrangørerne planer sammen med trævirksomheder og lokale samfund.

## Indflydelse
Virksomheden arbejder med mange forskellige organisationer for at kunne plante træer i 35 lande over hele verden.
I juli 2020 passerede Ecosia milepælen om at plante mere end 100 millioner træer i alt, hvilket betyder, at Ecosia-træer fjerner mere end 50.000 tons CO2 fra atmosfæren hver måned. I juni 2022 passerede Ecosia 150 millioner plantede træer.    Det blev i samme måned rapporteret, at Ecosia i gennemsnit var i stand til at finansiere en træplantning hvert 0,8 sekund - i gennemsnit 75 pr. minut, svarende til 108.000 træer om dagen - med de indtægter der genereres fra annoncer.
Ecosia har understreget, at virksomheden ikke kun er kulstofneutral, men faktisk er kulstofnegativ. Ved at kombinere sit træplantningsinitiativ med investeringer i solceller til at levere strøm til sine servere (der kører på "200% vedvarende energi"  ), siges hver søgning at fjerne 1 kg CO2 fra atmosfæren.
Ecosia har været en certificeret B Corporation siden april 2014. Virksomhedens B-Impact Score var i 2018 113,4 på en skala fra 0 til 200, hvilket var en forbedring i forhold til 2014 og 2016 hvor Ecosia havde en score på omkring 98. Organisationen B Lab der certificerer B Corporations sagde i august 2021 om Ecosia: "Ved at donere 80 procent af sin annonceindtægt har søgemaskinen indsamlet næsten 3 millioner USD til skovrejsningsprojekter siden grundlæggelsen i december 2009".
I en artikel i Ethical Consumer blev Ecosia og dets relation til dets søgeudbyder (Microsoft Bing) undersøgt. Ecosia fik en "Ethiscore" på 11, i modsætning til Google (5,5) og Microsoft Bing (6,5), og derved fandt Ethical Consumer frem til, at Ecosia var overlegen i forhold til de andre søgemaskinevirksomheder, men Ecosia fik negative anmærkninger for relationen til Microsoft. Ethical Consumer præciserede, at det ikke er de faktiske søgninger, der fører til træplantning, men i stedet brugernes klik-gennem til annoncer, og opfordrede Ecosia til at forbedre gennemsigtigheden vedrørende forholdet til Microsoft Bing.

## Browserintegration
Ecosia er tilgængelig som standardsøgemaskine på Google Chrome, Firefox, Safari, Microsoft Edge, og andre browsere, ved at downloade Ecosia udvidelsen fra browsernes respektive udvidelsesbutikker.
I januar 2016 blev Ecosia standardsøgemaskine i Pale Moon-webbrowseren. Det samme har været tilfældet for Polarity-webbrowseren siden februar 2016. Ecosia var også kortvarigt standardsøgemaskinen i Waterfox-webbrowseren fra version 44.0.2.  Vivaldi har inkluderet Ecosia som en valgbar standardsøgemaskine siden version 1.9. I marts 2018 tilføjede Firefox 59.0 Ecosia som en søgemaskine til den tyske version.
Den 12. august 2019 annoncerede Ecosia, at man ikke ville deltage i Googles "search-choice"-auktion for at blive vist på Android-enheder. Dette medførte, at europæiske Android-telefonbrugere i 2020 ikke havde mulighed for at indstille Ecosia som standardsøgemaskine på deres telefon. Christian Kroll forklarede beslutningen om at boykotte auktionen: "Vi er dybt skuffede over, at Google har besluttet at udnytte sin dominerende markedsposition på den her måde. I stedet for at give bred og retfærdig adgang [til at blive en valgbar standardsøgemaskine på Android] har Google valgt at give diskrimination en anden skikkelse og få alle andre end dem selv til at betale [for at være en valgbar standardsøgemaskine på Android]. Det kan vi ikke acceptere."
Siden den 12. marts 2020 har Ecosia været inkluderet som en standardsøgemaskine-mulighed i Google Chrome på 47 markeder. Dette er første gang en social søgemaskine har været en valgmulighed for Google Chrome-brugere. Den 14. december 2020 tilføjede Apples Safari- webbrowser Ecosia som en søgemaskinemulighed i macOS Big Sur 11.1 og iOS/iPadOS 14.3. Den 28. januar 2021 blev Ecosia en officiel søgemaskine i Brave-browseren, hvilket var resultatet af et nyt partnerskab som begge virksomheder annoncerede samme dag.

## Ecosia på universiteter
Ecosia er standardsøgemaskinen på en række europæiske universiteter, herunder UWE Bristol, Glasgow, Edinburgh, Leeds, York, Swansea og Lincoln i Storbritannien og Vrije Universiteit Amsterdam i Holland.

## Eksterne links
- Officiel hjemmeside